# Porta NO controlada

L'anàleg clàssic de la porta CNOT és una porta XOR reversible.

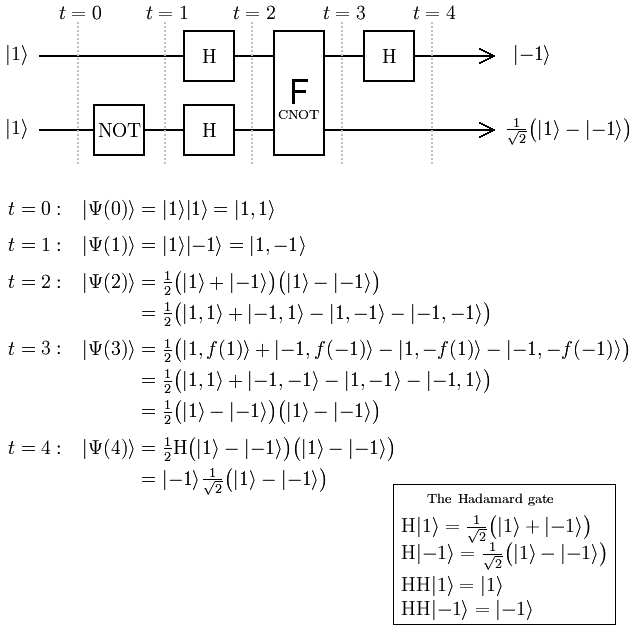
Com es pot utilitzar la porta CNOT (amb les portes Hadamard) en un càlcul.

En informàtica, la porta NOT controlada (també C-NOT o CNOT), la porta controlada X, la porta controlada de bits, la porta Feynman o la porta controlada Pauli-X és una porta de lògica quàntica que és un component essencial en la construcció d'un ordinador quàntic basat en portes. Es pot utilitzar per enredar i desenredar els estats de Bell. Qualsevol circuit quàntic es pot simular amb un grau arbitrari de precisió mitjançant una combinació de portes CNOT i rotacions de qubit únics. La porta de vegades rep el nom de Richard Feynman que va desenvolupar una notació primerenca per als diagrames de portes quàntiques el 1986.
El CNOT es pot expressar en la base Pauli com: {\displaystyle {\mbox{CNOT}}=e^{i{\frac {\pi }{4}}(I-Z_{1})(I-X_{2})}=e^{-i{\frac {\pi }{4}}(I-Z_{1})(I-X_{2})}.}En ser unitari i hermitià, CNOT té la propietat {\displaystyle e^{i\theta U}=(\cos \theta )I+(i\sin \theta )U} i {\displaystyle U=e^{i{\frac {\pi }{2}}(I-U)}=e^{-i{\frac {\pi }{2}}(I-U)}}, i és involutòria.
La porta CNOT es pot descompondre encara més com a productes de les portes de l'operador de rotació i exactament una porta d'interacció de dos qubits, per exemple {\displaystyle {\mbox{CNOT}}=e^{-i{\frac {\pi }{4}}}R_{y_{1}}(-\pi /2)R_{x_{1}}(-\pi /2)R_{x_{2}}(-\pi /2)R_{xx}(\pi /2)R_{y_{1}}(\pi /2).} En general, qualsevol porta unitària de qubit es pot expressar com a {\displaystyle U=e^{iH}}, on H és una matriu hermitiana, i llavors la U controlada és {\displaystyle CU=e^{i{\frac {1}{2}}(I-Z_{1})H_{2}}}.
La porta CNOT també s'utilitza en la informàtica reversible clàssica. La porta CNOT opera en un registre quàntic que consta de 2 qubits. La porta CNOT gira el segon qubit (el qubit objectiu) si i només si el primer qubit (el qubit de control) és {\displaystyle |1\rangle }.
| Abans                       | Abans                       | Després                     | Després                     |
| Control                     | Objectiu                    | Control                     | Objectiu                    |
| --------------------------- | --------------------------- | --------------------------- | --------------------------- |
| {\displaystyle \|0\rangle } | {\displaystyle \|0\rangle } | {\displaystyle \|0\rangle } | {\displaystyle \|0\rangle } |
| {\displaystyle \|0\rangle } | {\displaystyle \|1\rangle } | {\displaystyle \|0\rangle } | {\displaystyle \|1\rangle } |
| {\displaystyle \|1\rangle } | {\displaystyle \|0\rangle } | {\displaystyle \|1\rangle } | {\displaystyle \|1\rangle } |
| {\displaystyle \|1\rangle } | {\displaystyle \|1\rangle } | {\displaystyle \|1\rangle } | {\displaystyle \|0\rangle } |

Si {\displaystyle \{|0\rangle ,|1\rangle \}} són els únics valors d'entrada permesos per als dos qubits, aleshores la sortida TARGET de la porta CNOT correspon al resultat d'una porta XOR clàssica. Arreglant CONTROL com {\displaystyle |1\rangle }, la sortida TARGET de la porta CNOT dona el resultat d'una porta NOT clàssica.
De manera més general, es permet que les entrades siguin una superposició lineal de {\displaystyle \{|0\rangle ,|1\rangle \}}. La porta CNOT transforma l'estat quàntic:
{\displaystyle a|00\rangle +b|01\rangle +c|10\rangle +d|11\rangle }
a:
{\displaystyle a|00\rangle +b|01\rangle +c|11\rangle +d|10\rangle }